# 1241 Дізона
1241 Дізона (1241 Dysona) — астероїд головного поясу, відкритий 4 березня 1932 року.
Тіссеранів параметр щодо Юпітера — 3,060.